# Roselyne Riou-Chalon
Roselyne Riou-Chalon née le 19 décembre 1967 à Nantes, est une cycliste française, championne de France de poursuite en 1990.

## Palmarès sur route
- 1989
  - 2e du grand prix de Beauce (?)
- 1990
  - 4e du championnat du monde par équipes (avec Catherine Marsal, Cécile Odin, Corinne Le Gal)
- 1993
  - Chrono des Nations
- 1994
  - La Flèche Gasconne
    - Classement général
    - 2e étape

  - L'Ile-d'Olonne
  - 2e du Route du Muscadet
  - 2e De Pinte
  - 2e du Chrono des Nations
- 1995
  - Sainte-Foy
  - 2e de Languédias
  - 2e du Chrono des Nations
- 1997
  - 3e du Chrono des Nations

## Palmarès sur piste

### Championnats nationaux
- 1989
  - 2e de la course aux points
- 1990
  -  Championne de poursuite
  - 3e de la course aux points
- 1994
  - 3e de la course aux points